# São José dos Campos
São José dos Campos este un oraș în São Paulo (SP), Brazilia.